# Nowa Pasłęka (gmina)
Nowa Pasłęka – dawna gmina wiejska istniejąca w latach 1946–1954 w woj. olsztyńskim (dzisiejsze woj. warmińsko-mazurskie). Siedzibą władz gminy była Nowa Pasłęka.
Gmina Nowa Pasłęka powstała po II wojnie światowej na terenie tzw. Ziem Odzyskanych (powiat świętomiejski). 28 czerwca 1946 roku jako jednostka administracyjna polskiego powiatu braniewskiego gmina weszła w skład nowo utworzonego woj. olsztyńskiego. Według stanu z 1 lipca 1952 roku gmina była podzielona na 12 gromad: Gronowo, Grzechotki, Klejnowo, Nowa Pasłęka, Pęciszewo, Podgórze, Rogity, Rosiny, Szyleny, Świętochowo, Wilki i Zawierz.
Gmina została zniesiona 29 września 1954 roku wraz z reformą wprowadzającą gromady w miejsce gmin. Jednostki nie przywrócono 1 stycznia 1973 roku po reaktywowaniu gmin.